# Лермонтов (фільм, 1986)
«Лермонтов» — радянський художній фільм 1986 року режисера Миколи Бурляева.

## Сюжет
Фільм охоплює основні етапи життя Михайла Юрійовича Лермонтова. Російський поет показаний таким, що страждає за Росію, радісно схвильованою, одухотвореною, бунтівною людиною. Життя Лермонтова відображене в геніальних рядках його віршів, в глибоких роздумах, а також в сміливих і зухвалих вчинках. У фільмі використаний живопис Лермонтова, звучать уривки з багатьох його творів: «Демон», «Смерть поета», «Валерик», «Панорама Москви», «Пророк», «Заповіт» й інших.

## У ролях
- Микола Бурляєв —  Лермонтов/Гоголь
- Іван Бурляєв —  Лермонтов в дитинстві
- Володимир Файбишев —  Лермонтов в дитинстві
- Галина Бєляєва —  Варвара Лопухіна
- Катя Личова —  Варвара Лопухіна в дитинстві
- Наталія Бондарчук —  Марія Михайлівна Лермонтова, мати Лермонтова
- Борис Плотников —  Юрій Петрович Лермонтов, батько Лермонтова / Пушкін
- Інна Макарова —  Єлизавета Олексіївна Арсеньєва, бабуся Лермонтова
- Дмитро Золотухін —  Дмитро Олексійович Столипін, дідусь Лермонтова
- Андрій Подош'ян —  Столипін-Монго, двоюрідний дядько Лермонтова
- Юрій Мороз —  Микола Соломонович Мартинов
- Маріс Лієпа —  Микола I
- Улдіс Лієлдіджс — Олександр Христофорович Бенкендорф
- Ілзе Лієпа —  Соломирська
- Сергій Смирнов —  Святослав Раєвський
- Костянтин Бутаєв —  Коте, друг Лермонтова
- Імеда Кахіані —  Олександр Чавчавадзе
- Кетеван Кобулія —  Олена Чавчавадзе
- Маріка Чічінадзе —  Ніна Грибоєдова (Ніно Чавчавадзе)
- Альгімантас Масюліс — Клейнмихель
- Віра Улік —  ворожка Олександра Пилипівна Кірхгоф
- Павло Руланов —  Ернест де Барант
- Сем Цихоцький —  сановник
- Тетяна Пилецька —  княгиня Нессельроде
- Євген Дворжецький —  знайомий Лермонтова
- Вадим Вільський — лакей
- Андрій Давидов —  Жорж Дантес
- Дмитро Орловський —  епізод

## Знімальна група
- Автор сценарію і режисер:  Микола Бурляєв
- Оператор:  Олег Мартинов
- Художник:  Віктор Юшин
- Композитор:  Борис Петров